# Чуйська область
Чуйська область (кирг. Чүй облусу) — область на півночі Киргизстану. Утворена 14 грудня 1990 року. Обласний центр — Бішкек, в 2003–2006 роках Токмак. Межує з Казахстаном. Населення 763 900 (2009), площа 20200 км².
Єдина в області залізниця проходить по маршруту Тараз—Бішкек—Баликчи, в наші дні вироистовується порівняно рідко.

## Адміністративний поділ
Складається з 8 районів та рівноправного з ними міста Токмак, який знаходиться всередині Чуйського району.
- Панфіловський район — 40 451 чол. (2006)
- Жайильський район (раніше Калінінський) — 94 428 чол. (2009)
- Московський район (Киргизстан) — 81 812 чол. (2006)
- Сокулукський район — 136 543 чол. (2006)
- Аламудунський район — 111 783 чол. (2006)
- Чуйський район — 42 261 чол. (2006)
- Исик-Атинський район — 125 856 чол. (2006)
- Кемінський район — 50 900 чол. (2006)

Також в місті Токмак проживає 58 тисяч мешканців.

## Загальні економічні показники
- Населення: 763 900 (станом на 1 січня 2009)[1]
- Зайняте населення: 328,000 (2008)[2]
- Зареєстровано безробітного населення: 7089 (на 2008)[3]
- Експорт: 248,1 млн доларів США (2008)[4]
- Імпорт: 220,9 млн доларів США (2008)[4]
- Прямі іноземні інвестиції 2008: 66,2 млн доларів США[5]

## Керівництво Чуйської області

### Голови облвиконкому
1. Джумагулов Апас Джумагулович (1991 — 1992)
2. Туменбаєва Джанил (1992 — 1993)

### 1-і секретарі обкому КП Киргизії
1. Мамонтов Валерій Григорович (24 лютого 1991 — серпень 1991)

## Галерея

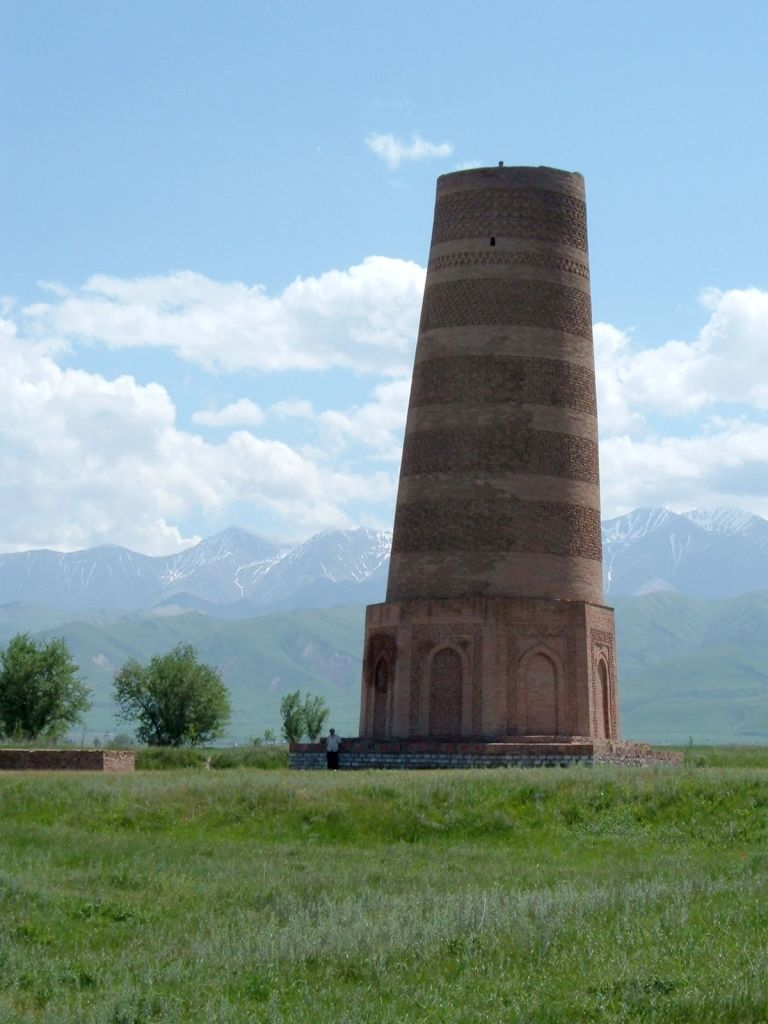
Вежа Бурана
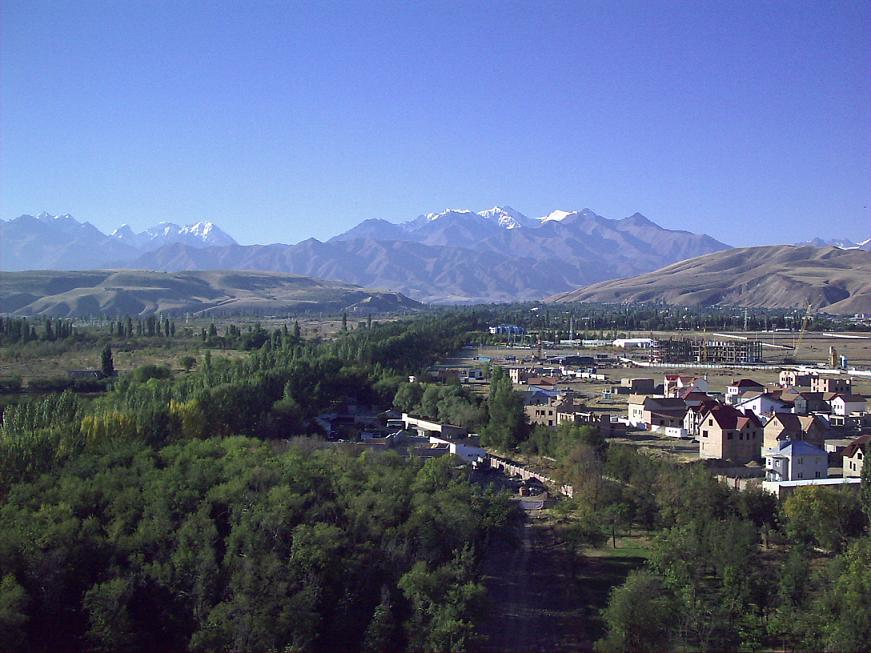
Південні околиці Бішкека
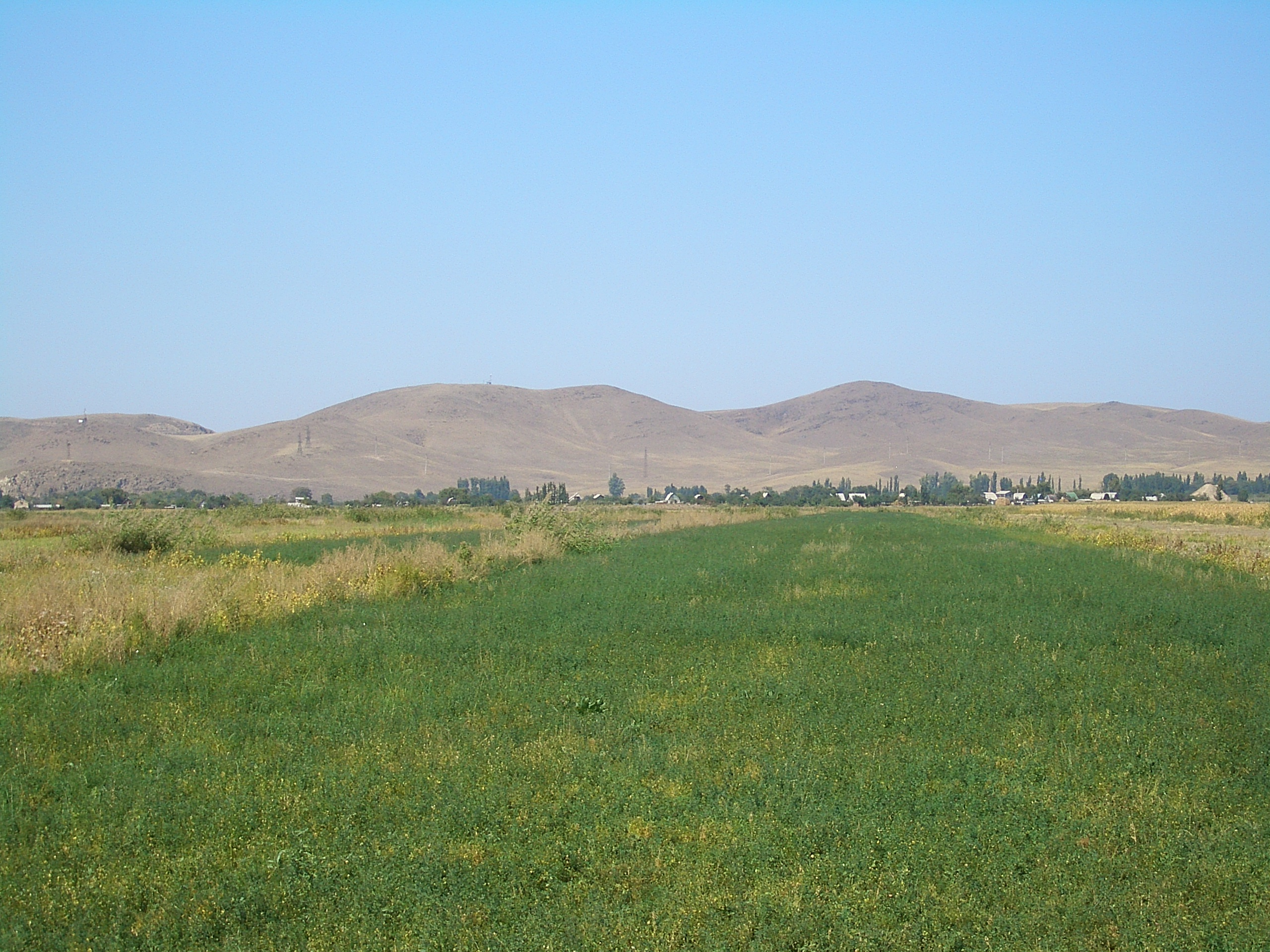
В Чуйській долині
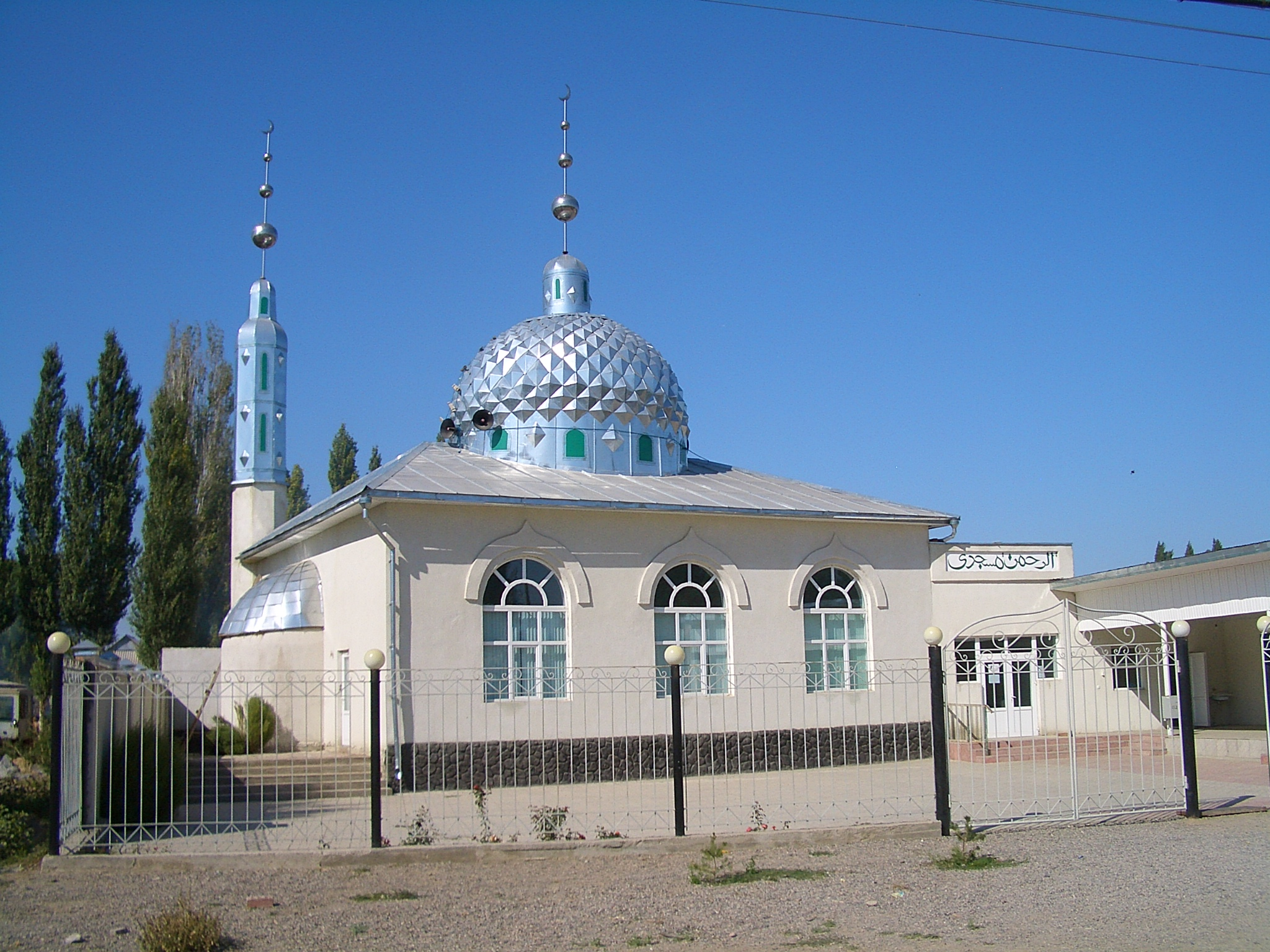
Нова мечеть у Мілянфані
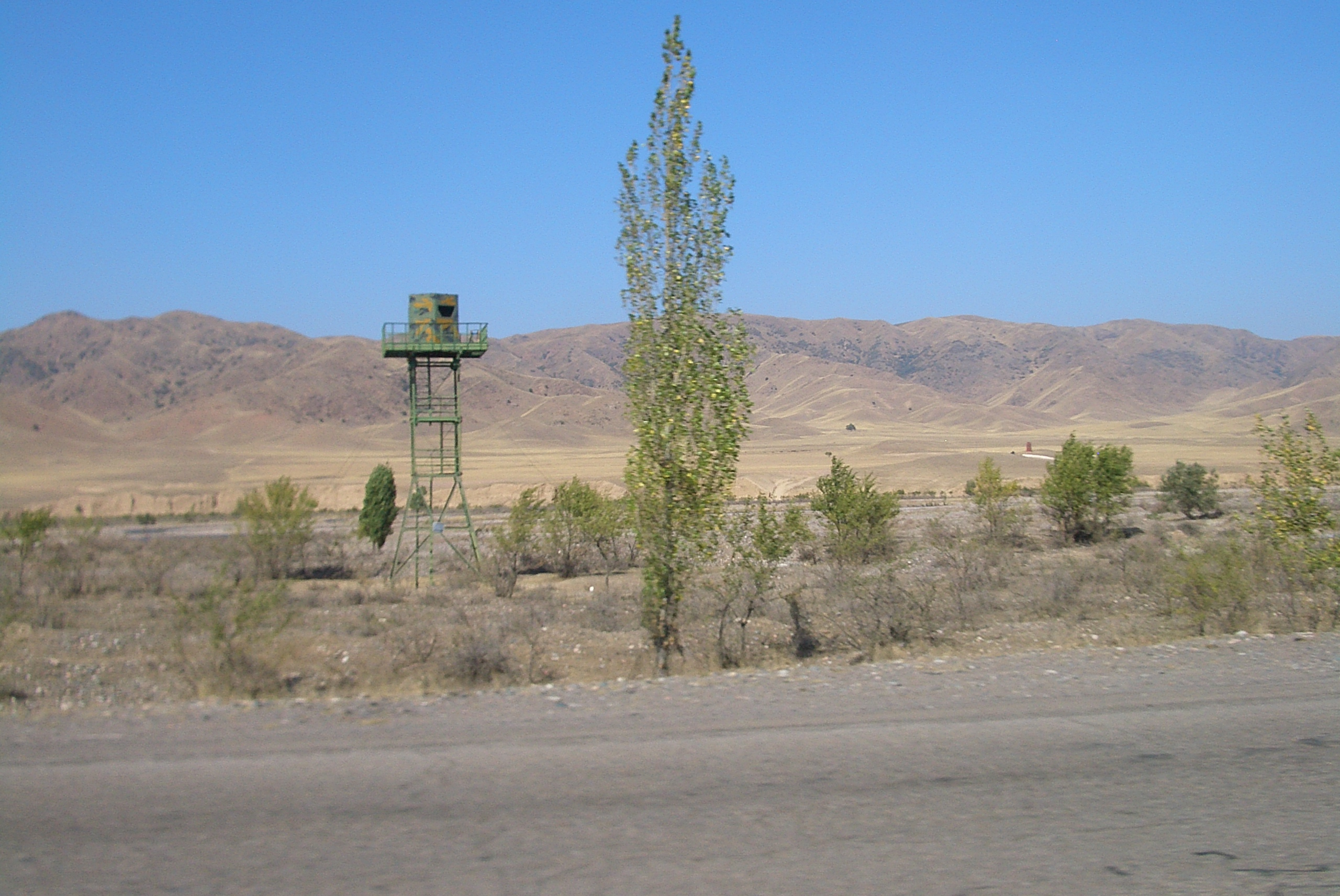
На кордоні з Казахстаном
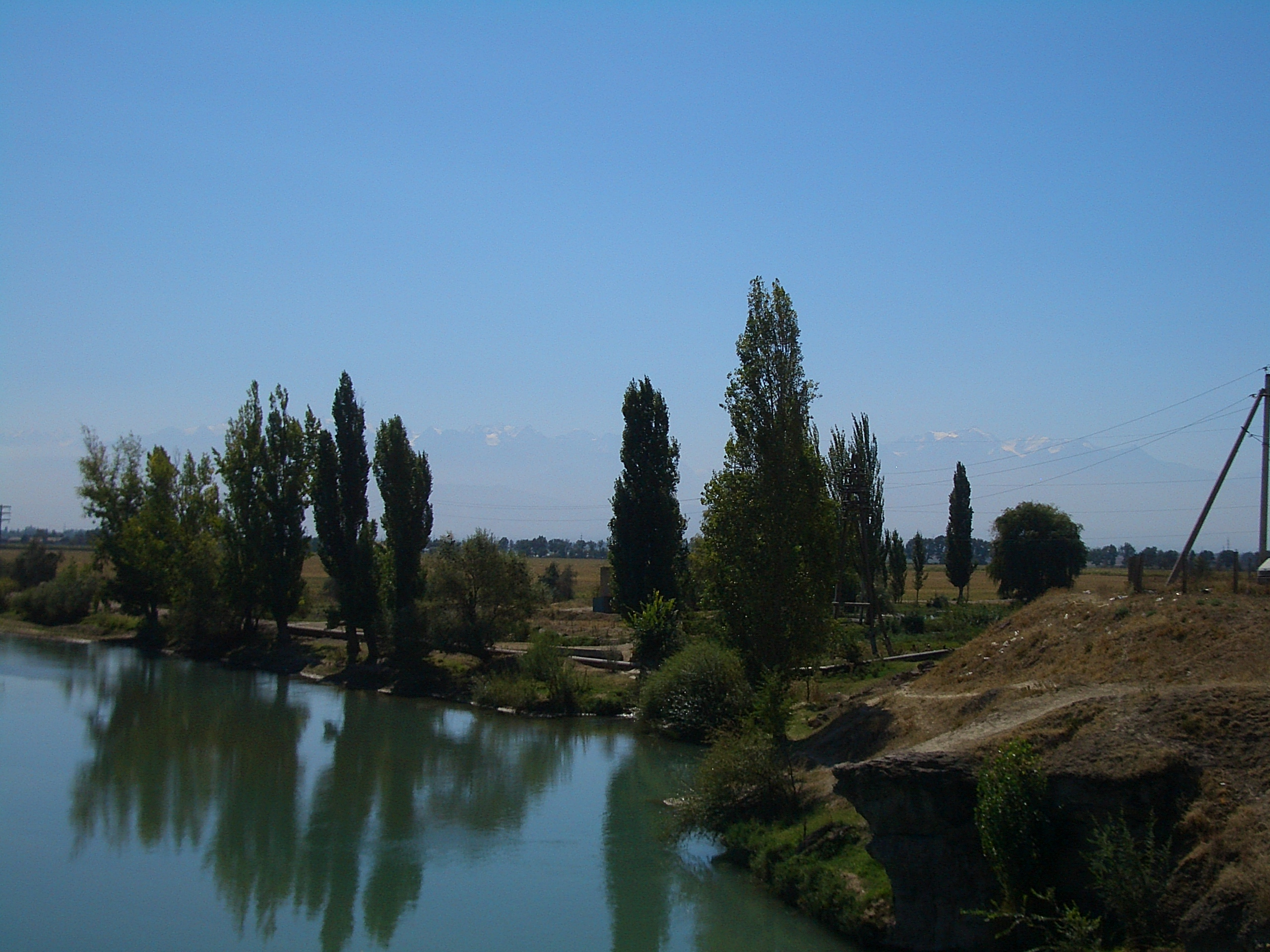
Річка Чу біля села Кордай
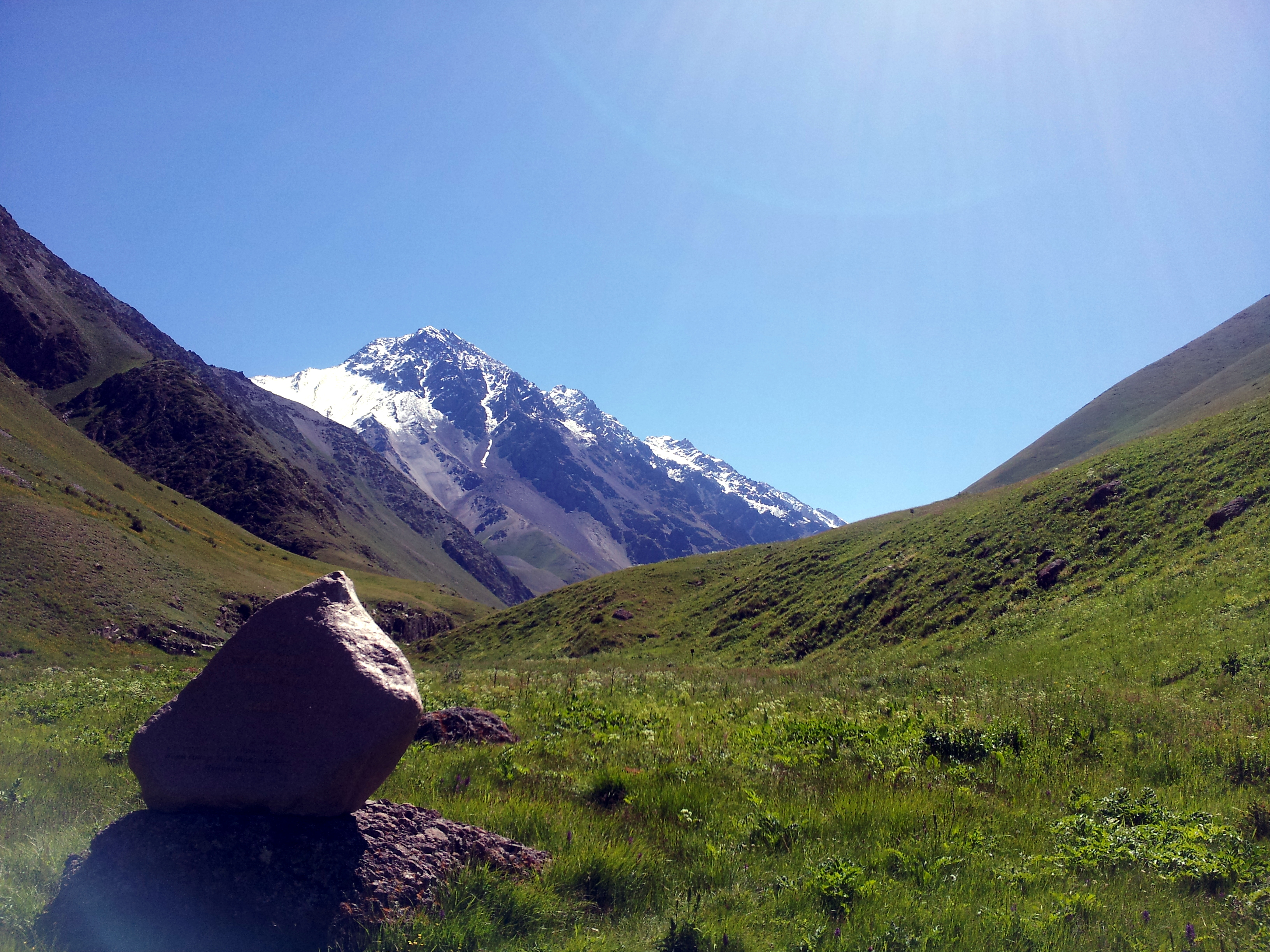
Пік Володимира Путіна